# 제이드 설웰
제이드 설웰(Jade Thirlwall, 1992년 12월 26일 ~ )은 잉글랜드의 가수이다. 걸그룹 리틀 믹스의 멤버이다.

## 생애
1992년 12월 26일에 태어나 사우스실즈 레이게이트(Laygate) 지역에서 성장했다. 모계에 예멘, 이집트계 조상이 있다. 사우스 타인사이드 대학 미술 대학을 다녔다.